# Lomefloxacin
Lomefloxacin ist ein antibakteriell wirksamer Arzneistoff aus der Gruppe der Fluorchinolone. Es wird zur Behandlung von bakteriellen Infektionen in der Augenheilkunde und der Allgemeinmedizin eingesetzt.

## Klinische Angaben

### Anwendungsgebiete (Indikationen)
Allgemeinmedizin
Lomefloxacin wird peroral bei bakteriellen Infektionen der Atemwege, des Hals-Nasen-Ohren-Bereichs, der Haut, Weichteilgewebe und Knochen, der ableitenden Harnwege wie akute und chronische, komplizierte und unkomplizierte Infekte wie Pyelonephritis (Nierenbeckenentzündung), Zystitis, Urethritis und Infektionen nach operativen Eingriffen im Urogenitaltrakt, eingesetzt.
Augenheilkunde
In der Augenheilkunde wird Lomefloxacin in Form von Augentropfen bei bakteriellen Infektionen des vorderen Augensegmentes und der okulären Adnexe; bei Blepharokonjunktivitis, Konjunktivitis und Blepharitis (Entzündung des Augenlids), angewendet.  

### Gegenanzeigen (Kontraindikationen)
Bei einer Überempfindlichkeit gegenüber Lomefloxacin, anderen Chinolonen oder einem der pharmazeutischen Hilfsstoffe; bakterielle Keratitis; bakterielle Endophthalmitis; Sonnen- oder UV-Licht-Exposition; Tragen von Kontaktlinsen; 
Kinder und Jugendliche unter 18 Jahren sollen bis zum Abschluss der Wachstumsphase nicht mit Lomefloxacin behandelt werden. Es besteht die Gefahr der Störung der Knorpelbildung (Arthropathien).

### Wechselwirkungen mit anderen Medikamenten
Sucralfate und Magnesium- oder Aluminium-haltige  Antazida (beispielsweise Magaldrat) und Metallkationen aus anderen Quellen können mit Lomefloxacin Chelatkomplexe bilden und die Bioverfügbarkeit beeinflussen. Die Einnahme solcher Substanzen sollte deshalb mindestens vier Stunden vor oder mindestens zwei Stunden nach der Einnahme des Medikaments erfolgen. Probenecid kann bei gleichzeitiger Verabreichung die Elimination von Lomefloxacin verlangsamen.
Mahlzeiten verzögern bei gleichzeitiger Einnahme die Resorption von Lomefloxacin, die globale Bioverfügbarkeit wird jedoch nicht signifikant beeinträchtigt.

### Unerwünschte Wirkungen (Nebenwirkungen)
Selten vorübergehendes Augenbrennen direkt nach der Anwendung, Überempfindlichkeitsreaktionen mit Juckreiz und Schmerzen. Bei länger andauernder Therapie mit Antibiotika besteht die Gefahr einer sekundären Pilzinfektion und die Begünstigung des Wachstums nicht empfindlicher Bakterien.

## Sonstige Informationen

### Chemische und pharmazeutische Informationen
Arzneilich verwendet wird das Lomefloxacinmonohydrochlorid.

#### Stereoisomerie
Lomefloxacin enthält ein Stereozentrum, folglich gibt es zwei Isomere, (R)-Lomefloxacin und das enantiomere (S)-Lomefloxacin. Das Arzneimittel Okacin® (D) enthält das Racemat [1:1-Mischung der (R)-Form und der (S)-Form] von Lomefloxacin·Monohydrochlorid, wenngleich aus grundsätzlichen Überlegungen die Verwendung eines besser bzw. nebenwirkungsärmer wirksamen Enantiomers zu bevorzugen wäre.
(R)-Lomefloxacin (oben) und (S)-Lomefloxacin (unten)

#### Herstellung
Die mehrstufige Synthese von Lomefloxacin aus 2,3,4-Trifluoranilin ist in der Literatur beschrieben.

### Geschichtliches
Lomefloxacin wurde 1985 von Hokuriku Pharmaceutical Co. patentiert und ist von Novartis Pharma GmbH (Okacin®) in Form von Augentropfen zur Behandlung der bakteriellen Konjunktivitis; und von Pfizer in der peroralen Darreichungsform (Maxaquin®) gegen Infektionen der Harnwege, Infektionen der Atemwege, Infektionen der Haut und Weichteile im Handel.

## Handelsnamen
Monopräparate
Maxaquin (CH), Okacin (D, A, CH)